# جيمس وينشستر (سياسي)
جيمس وينشستر هو محامي وقاضي وسياسي أمريكي، ولد في 13 سبتمبر 1772، وتوفي في 5 أبريل 1806. انتخب عضو مجلس النواب لولاية ماريلند ‏.